# Sveti Križ Začretje
Sveti Križ Začretje so naselje na Hrvaškem, ki je središče občine Sveti Križ Začretje Krapinsko-zagorske županije.

## Zgodovina
Sveti Križ Začretje je eno od redkih starih zágorskih naselij z najbolj ohranjenim zgodovinskim videzom. Prvi del imena Sveti Križ je nastal po  cerkvi posvečeni Sv. Križu. Točnih podatkov o nastanku naselja ni, v arhivskih listinah pa se omenja že leta 1334. Kraju dominirata cerkev in dvorec, arhitekturno protiutež pa jima daje moderna zgradba nove osnovne šole. Gotska cerkev sv. Križa je bila postavljena v 15. stol., zvonik pa v 18. stoletju. V svetišču izstopa gotski relief Oplakovanje Krista narejen med leti 1480—1500. V obnovljeni zgradbi Žitnica je postavljena stalna razstava risb in grafik hrvaškega akademskega slikarja Ivana Lovrenčića (1917—1998) katere je umetnik podaril rojstnemu kraju.

## Demografija
| Pregled števila prebivalcev po letih | Pregled števila prebivalcev po letih | Pregled števila prebivalcev po letih | Pregled števila prebivalcev po letih | Pregled števila prebivalcev po letih | Pregled števila prebivalcev po letih | Pregled števila prebivalcev po letih | Pregled števila prebivalcev po letih | Pregled števila prebivalcev po letih | Pregled števila prebivalcev po letih | Pregled števila prebivalcev po letih | Pregled števila prebivalcev po letih | Pregled števila prebivalcev po letih | Pregled števila prebivalcev po letih | Pregled števila prebivalcev po letih |
| ------------------------------------ | ------------------------------------ | ------------------------------------ | ------------------------------------ | ------------------------------------ | ------------------------------------ | ------------------------------------ | ------------------------------------ | ------------------------------------ | ------------------------------------ | ------------------------------------ | ------------------------------------ | ------------------------------------ | ------------------------------------ | ------------------------------------ |
| 1857                                 | 1869                                 | 1880                                 | 1890                                 | 1900                                 | 1910                                 | 1921                                 | 1931                                 | 1948                                 | 1953                                 | 1961                                 | 1971                                 | 1981                                 | 1991                                 | 2001                                 |
| 109                                  | 198                                  | 241                                  | 197                                  | 174                                  | 169                                  | 147                                  | 235                                  | 309                                  | 365                                  | 479                                  | 690                                  | 828                                  | 869                                  | 868                                  |